# Helloween
Helloween là ban nhạc Power metal đến từ Đức, thành lập năm 1984 bởi các thành viên của Iron Fist và Powerfool. Họ là ban nhạc tiên phong trong thể loại Power metal ở châu Âu, và album phòng thu thứ hai và thứ ba của họ: Keeper of the Seven Keys, Pt. 1 và Pt.2, được coi là kiệt tác của dòng nhạc này.
Kể từ khi thành lập, ban nhạc đã phát hành tổng cộng 14 album phòng thu, nhiều lần thay đổi về mặt nhân sự. Những cựu thành viên đó sau khi rời ban đã sáng lập khá nhiều ban nhạc khác, nổi bật như Gamma Ray, Iron Savior, Masterplan và Unisonic.

## Lịch sử hoạt động

### Walls of Jericho(1984-1986)
Helloween thành lập năm 1984 ở Hamburg, Đức. Ban đầu, đội hình của ban nhạc gồm:
- Kai Hansen - Hát chính, guitar.
- Michael Weikath - Guitar.
- Markus Grosskopf - Bass.
- Ingo Schwichtenberg - Trống.

Cũng vào thời gian này, ban nhạc ký hợp đồng với hãng Noise Records, thu hai ca khúc và được hãng Noise biên tập, gọi là Death Metal. 2 ca khúc đó là "Oernst of Life" của Weikath và "Metal Invaders" của Hansen, ca khúc sau này xuất hiện trong album phòng thu đầu tiên của ban nhạc.
Helloween thu và phát hành Helloween, EP cùng tên đầu tiên vào năm 1985, gồm 5 ca khúc. Cũng vào năm này, ban nhạc phát hành album phòng thu đầu tiên, Walls of Jericho. Trong chuyến lưu diễn sau đó, Kai cảm thấy khó khăn trong việc đảm nhận một lúc hai vai trò hát chính và guitar. EP Judas, EP cuối cùng mà Kai đứng trong đội hình của Helloween với vai trò hát chính được phát hành vào năm 1986. EP bao gồm ca khúc "Judas" và hai ca khúc hát live khác. Sau đó, Helloween bắt đầu tìm kiếm một vocal mới.

### Keeper of the Seven Keys, Parts I & II(1986-1989)
Michael Kiske, một vocal còn khá trẻ (18 tuổi) đã gia nhập Helloween, từ một ban nhạc cũng đến từ Hamburg, Ill Prophecy. Với vocal mới trong đội hình, Helloween đề nghị hãng Noise phát hành một album đôi, tuy nhiên đề nghị này của ban nhạc đã không được hãng chấp thuận. Thay vào đó, họ phát hành từng album đơn: Keeper of the Seven Keys Part I, vào năm 1987 và album Keeper of the Seven Keys Part II một năm sau đó. Single "I Want Out" được phát liên tục trên MTV và show "Headbanger's Ball". Helloween cũng xuất hiện trong buổi khai mạc Headbanger's Ball Tour ở Khu vực vịnh San Francisco, cùng với Exodus và Anthrax.
Ban nhạc gặt hái được nhiều thành công trên toàn thế giới.
Trong khi tour diễn Keeper of the Seven Keys Part II chưa kết thúc, guitarist Kai Hansen rời ban nhạc, chủ yếu do sự xung đột trong nội bộ ban nhạc, một số vấn đề với hãng Noise và sự bất mãn trên tour diễn. Không lâu sau, guitarist của nhóm Rampage, Roland Grapow thay thế vị trí để ngỏ của Hansen. Grapow đã hoàn tất phần còn lại của tour diễn với ban nhạc.

### Pink Bubbles Go ApevàChameleon(1989-1993)
Năm 1989, Helloween phát hành album live Live in the U.K.(Keepers Live Ở Nhật Bản và I Want Out Live ở Hoa Kỳ), được trích từ chuyến lưu diễn ở châu Âu. Những thành viên còn lại lại gặp phải vấn đề với hãng Noise, sau đó đã phá vỡ hợp đồng với hãng này. Thời gian này đã xuất hiện một số tin đồn về việc ban nhạc tan rã. Cho đến năm 1991, ban nhạc mới phát hành album mới, Pink Bubbles Go Ape cùng với hãng thu âm mới, EMI. So với các album trước, album này ít mạnh mẽ hơn. Bên cạnh đó, một số ca khúc như "Heavy Metal Hamsters", "I'm Doing Fine, Crazy Man", và "Shit and Lobster", cho thấy một sự chuyển hướng của ban nhạc: nhấn mạnh vào sự hài hước hơn là những bản anh hùng ca như những album trước. Kết quả, album thất bại về mặt thương mại, và bị phê bình về mặt chuyên môn. Xung đột dần hình thành giữa các thành viên.
Hai năm sau, album phòng thu thứ năm của Helloween, Chameleon. Thay vì chọn thể loại nhạc mạnh mẽ hơn, ban nhạc sử dụng một số chất liệu còn lạ lẫm với người nghe như tù và, acoustic guitars, nhạc đồng quê,... Cũng như album trước, Chameleon thất bại cả về mặt doanh thu lẫn phê bình. Căng thẳng trong nội bộ càng ngày càng bị đẩy lên cao. Ban nhạc chia làm hai phe, với Michael Kiske và Ingo Schwichtenberg một phe, bên kia là Michael Weikath và Roland Grapow. Markus Grosskopf trung lập, cố gắng giữ hòa khí giữa các thành viên.

#### Kiske rời ban nhạc
Không lâu sau, ban nhạc bắt đầu tan rã. Có thể thấy rõ sự chia rẽ của ban nhạc khi các thành viên đứng tách biệt nhau trên sân khấu trong tour diễn Chameleon. Ingo bắt đầu ngã bệnh do phụ thuộc vào ma túy, và cuối cùng đã bị sa thải và vị trí của anh được thay thế bởi Ritchie Abdel-Nabi. Trong khi đó, xung đột giữa các thành viên còn lại ngày càng nghiêm trọng. Weikath từ chối chơi nhạc với Kiske. Không lâu sau, Kiske bị sa thải. Vào tháng 5 năm 2008, Kiske đã phát hành album Past In Different Ways, album thu lại các bài hát cũ của anh với Helloween.
Bên cạnh việc sa thải Kiske, Abdel-Nabi, tay trống thay thế cho vị trí của Ingo, không có khả năng chơi phong cách nhanh và mạnh như anh. Chính điều này đã cản trở ban nhạc chơi live những ca khúc như "Eagle Fly Free" và "How Many Tears", sau đó, anh đã rời khỏi ban nhạc. Năm 1993 có thể coi là một năm "im hơi lặng tiếng" với một Helloween không vocal, không có ai đảm nhận dàn trống, và không có bất cứ một hợp đồng thu âm nào (Hãng EMI đã "đem con bỏ chợ" vì doanh thu từ hai album 
Pink Bubbles Go Ape và Chameleon quá thấp).

### Master of the Rings,The Time of the OathvàBetter Than Raw(1994-1999)
Vào năm 1994, Helloween đón nhận một làn gió mới với vocal mới Andi Deris từ ban nhạc Pink Cream 69 và Uli Kusch, tay trống của Gamma Ray. Thực ra, từ năm 1991, Weikath đã tiếp xúc và mời Deris tham gia vào Helloween nhưng Deris đã từ chối, mặc dù anh bị hấp dẫn bởi lời mời của Weikath và bản thân Deris cũng phải đối mặt với xung đột trong nội bộ Pink Cream 69. Sau đó, khi Kiske rời Helloween, mặt khác, mâu thuẫn của Pink Cream 69 ngày càng lớn, Deris đối mặt với khả năng bị sa thải khỏi Pink Cream 69, anh đã chấp nhận lời mời của Weikath. Mặc dù không sở hữu được một giọng hát với bốn quãng tám đáng tự hào như của Kiske, giọng hát của anh có phần giống với Kai Hansen. Bên cạnh đó, Deris có sự nhiệt tình, khả năng soạn nhạc đáng ngưỡng mộ. Một Helloween "như xưa" trở lại, với một đội hình mới và hợp đồng mới với hãng Castle Communications, với album Master of the Rings rất thành công.
Năm 1996, Helloween cho ra mắt album phòng thu thứ 7 mang tên The Time of the Oath. Một lần nữa Helloween lại trở lại như một trong những ban nhạc metal thành công nhất thời điểm đó. Sau đó ban nhạc đã phát hành bộ đôi album live High Live.
Năm 1998, Helloween phát hành album Better Than Raw, album được đánh giá là "nặng" nhất trong các album của ban nhạc. Ngày 20 tháng 12 năm đó, ban nhạc đã có buổi biểu diễn ở đảo Coney, Manhattan. Đây là buổi biểu diễn đầu tiên của Helloween ở Mỹ trong gần 1 thập kỷ. Năm 1999, Helloween đã phát hành một cover-album mang tên Metal Jukebox, bao gồm các ca khúc mà Helloween cover lại từ các ban nhạc như Scorpions, Jethro Tull, Faith No More, The Beatles, ABBA, và Deep Purple.

#### Ingo Schwichtenberg tự sát(1995)
Năm 1995, cộng đồng fan Helloween đã đón nhận một tin buồn khi cựu thành viên của ban nhạc, Ingo Schwichtenberg, đã tự kết liễu đời mình bằng cách nhảy vào đoàn tàu hỏa ở quê hương Hamburg. Kể từ khi rời Helloween, Schwichtenberg càng ngày càng phụ thuộc vào ma túy và mắc chứng trầm cảm.

### The Dark RidevàRabbit Don't Come Easy(2000-2004)
Năm 2000, Helloween phát hành album The Dark Ride. Album đặc trưng bởi giọng hát có phần cộc cằn của Deris và tiếng guitar trầm. Trong tour diễn của Helloween sau đó, ban nhạc gặp một số vấn đề về nội bộ. Có thông tin cho răng Weikath, Deris và Grosskopf cảm thấy Kusch và Grapow đang dành nhiều thời gian cho những dự án của riêng họ (Trong thời gian này, Grapow sáng tác khá ít cho Helloween, trung bình một ca khúc/album). Họ cho rằng Kusch và Grapow đã không dành toàn bộ sức lực của mình cho Helloween. Lại có tin đồn cho rằng Kusch và Grapow bị ép phải theo phong cách mà Helloween đã chọn khi thu The Dark Ride. Weikath không muốn lặp lại tình huống như của Kiske, đã cùng Deris và Grosskopf bàn bạc, và đi đến quyết ưHojl. Kusch và Grapow "bị" sa thải thông qua e-mail (Vợ của Grapow đã biết tin này trước khi anh đọc được đoạn e-mail đó). Vị trí của Grapow được thay thế bởi Sascha Gerstner (guitarist của Freedom Call, Neumond), và Kusch được thay thế bởi Mark Cross (ex-Metalium, Kingdom Come, At Vance, Firewind). Ban nhạc bắt tay vào thu âm album mới, Rabbit Don't Come Easy vào năm 2003. Tuy nhiên, Cross chỉ hoàn thành 2 ca khúc trong album cùng ban nhạc do mắc chứng infectious mononucleosis - đây là 1 bệnh nhiễm trùng do một loại virus gây nên, thường đến ở tuổi thanh niên, thường gây triệu chứng mỏi mệt, nóng sốt nhẹ, đau cổ, có khi nổi hạch ở cổ, nổi ban. Drum tracks được hoàn thành bởi Mikkey Dee của Motörhead. Việc thực hiện các tracks này được Stefan Schwarzmann đảm nhận. Mặc dù có những phản ứng có phần tiêu cực từ phía người nghe, song Helloween đã có một tour diễn rất thành công, với những bài hát "cũ" của nhóm như "Starlight", "Murderer", "Keeper of the Seven Keys" và "How Many Tears". Ban nhạc đã có một tour diễn đầu tiên ở Mỹ kể từ 1989, và luôn trong tình trạng "cháy vé" tại hầu hết các điểm biểu diễn.

### Keeper of the Seven Keys: The LegacyvàGambling with the Devil(2005-2008)
Năm 2005, Helloween lại có sự thay đổi về mặt nhân sự. Tay trống Stefan Schwarzmann, gặp trở ngại với việc chơi một số đoạn trông nhanh. Vị trí của Schwarzmann được thay thế bởi Dani Löble, thành viên cũ của Rawhead Rexx. Cũng thời gian này, Helloween ký hợp đồng với hãng SPV. Có một số người lo ngại về việc thay đổi thành viên và hãng thu âm sẽ ảnh hưởng đến những album sau này của họ (như Chameleon và Pink Bubbles Go Ape). Tuy nhiên Helloween đã không đề người hâm mộ phải thất vọng khi album phòng thu thứ 11 của họ đã chứng tỏ những nghi ngờ của họ là vô căn cứ. Album Keeper of the Seven Keys - The Legacy, phát hành vào ngày 28 tháng 10 năm 2005 ở Đức, vào ngày 8 tháng 11 ở Mỹ. Single "Light the Universe" phát hành ngày 22 tháng 11, với sự tham gia của Candice Night của Blackmore's Night với vai trò khách mời. Cô cũng xuất hiện trong video clip của ca khúc.
Cuối năm 2006, Helloween phát hành album live Keeper of the Seven Keys – The Legacy World Tour 2005/2006, được thu hình tại 3 địa điểm: São Paulo (Brazil), Sofia (Bulgaria) và Tokyo (Nhật Bản). Đây là album live thứ hai của Helloween với Deris trong vai trò là vocal chính, và là album live thứ 3 trong lịch sử của ban nhạc. Album có mặt tại một số bảng xếp hạng âm nhạc của một số nước: Đức: 9 (DVD) & 58 (CD), Thụy Điển: 9 (DVD), Pháp: 10 (DVD)
Ngày 23 tháng 10 năm 2007, Helloween phát hành album phòng thu thứ 12, Gambling with the Devil. Album nhận được nhiều lời phê bình tích cực. Nhiều fan cho rằng đây là một trong những album thành công nhất của Helloween từ năm 1994. Album này cũng đánh dấu sự xuất hiện của keyboards trong single đầu tiên "As Long as I Fall". 
Sau đó, Helloween hợp tác với Gamma Ray, cùng thực hiện tour lưu diễn "Hellish Rock", bắt đầu vào tháng 11 năm 2007. Tour diễn đi qua châu Âu, châu Á, Nam Mỹ và một vài ngày ở Mỹ. Tour diễn đáng chú nhất với việc Kai Hansen cùng 2 thành viên đầu tiên của Helloween là Weikath và Grosskopf chơi ca khúc "I Want Out" và "Future World" lần cuối cùng.

### Unarmed - Best of 25th Anniversary (2009)
Vào ngày 26 tháng 12 năm 2009, Helloween phát hành album Unarmed – Best of 25th Anniversary ở Nhật Bản và phát hành ngày 1 tháng 2 năm 2010 ở châu Âu. Album là tuyển tập 10 bài hát hay nhất của ban nhạc, được thu âm lại với những phong cách khác với bản gốc. Vào ngày 14 tháng 5 năm 2010, ban nhạc tuyên bố trên website của họ rằng họ đang tiến hành thu âm album phòng thu thứ 13.

### 7 Sinners(2010-2011)
Helloween phát hành album phòng thu thứ 13, 7 Sinners, vào ngày 31 tháng 10 năm 2010 ở châu Âu và ngày 3 tháng 11 ở Mỹ. Trước khi phát hành đĩa nhạc, người hâm mộ đã có thể thưởng thức album này trên trang Myspace của nhóm. Cái tên 7 sinners ám chỉ 7 tội lỗi chết người, mà theo Andi Deris "chúng ta cần một cái gì đó để mọi người biết đây là một album metal". Chuyến lưu diễn quảng bá album của Helloween cùng với khách mời Stratovarius và Pink Cream 69 . Vào tháng 5 năm 2011, thông qua website của ban nhạc, Helloween thông báo rằng 7 Sinners 'Giải Vàng' ở Cộng hòa Séc 

### Straight out of hell(2012-2013)
Tháng 6 năm 2012, Helloween bắt đầu thực hiện album phòng thu thứ 14 của họ. Andi Deris đã post một video về việc ra album mới "chúng tôi hy vọng đây sẽ tiếp tục là một kiệt tác nữa, chúng tôi thích nó". Người hâm mộ có thể xem video trên ở trang Youtube - Helloween at the studio 2012
Vào ngày 13 tháng 9 năm 2012, trên trang chủ của Helloween , ban nhạc đã xác nhận album mới của họ, 'Straight out of hell', sẽ phát hành vào 18 tháng 1 năm 2013. Một số thông tin về những show diễn đầu tiên trong năm 2013 cũng được thông báo ở đây..
Ngày 21 tháng 1 năm 2013, album phòng thu thứ 14 của Helloween: Straight Out Of Hell chính thức được phát hành trên toàn thế giới. Trước đó, vào ngày 16 tháng 12, ban nhạc đã đăng lên trang mạng Youtube MV chính thức của bài hát Nabataea, track 01 trong album của họ. Tuy nhiên video này đã bị leak khoảng 1 tuần trước khi MV chính thức được đăng tải với chất lượng kém hơn rất nhiều.
Đúng với sự mong đợi của người hâm mộ, đây là một album mà theo như lời Weikath: " These songs will kick even the laziest listener's ass ". Theo thông tin được đăng tải trên trang chủ của ban nhạc , Straight Out Of Hell đã đạt được những vị trí "chưa từng có" trên các bảng xếp hạng . Theo đó, album đạt #4 ở Đức, #2 ở BXH album quốc tế ở Nhật Bản, #6 ở Thụy Điển, #4 ở Phần Lan và Séc, #10 ở Hungary và lọt vào BXH Billboard ở vị trí #97.

## Thành viên
| Thành viên hiện tại - Michael Weikath – lead & rhythm guitar, backing vocals (1984–nay) - Markus Grosskopf – bass, backing vocals (1984–nay) - Andi Deris – lead vocals (1993–nay) - Sascha Gerstner – rhythm & lead guitar, backing vocals (2002–nay) - Daniel Löble – drums (2005–nay) Additional musicians - Matthias Ulmer – keyboards (2007–nay) - Eddy Wrapiprou – keyboards (2010-nay) | Thành viên cũ - Kai Hansen – rhythm & lead guitar (1984–1989), lead vocals (1984–1986), backing vocals (1986–1989) - Ingo Schwichtenberg – drums (1984–1993) - Michael Kiske – lead vocals (1986–1993) - Roland Grapow – rhythm & lead guitar, backing vocals (1989–2001) - Uli Kusch – drums (1993–2001) - Mark Cross – drums (2001–2003) - Stefan Schwarzmann – drums (2003–2005) |

Timeline

## Discography
- Walls of Jericho (1985)
- Keeper of the Seven Keys, Pt. 1 (1987)
- Keeper of the Seven Keys, Pt. 2 (1988)
- Pink Bubbles Go Ape (1991)
- Chameleon (1993)
- Master of the Rings (1994)
- The Time of the Oath (1996)
- Better Than Raw (1998)
- Metal Jukebox (1999)
- The Dark Ride (2000)
- Rabbit Don't Come Easy (2003)
- Keeper of the Seven Keys: The Legacy (2005)
- Gambling with the Devil (2007)
- Unarmed – Best of 25th Anniversary (2010)
- 7 Sinners (2010)
- Straight Out of Hell (2013)
- My God-Given Right (2015)